# San Pablo de los Montes
San Pablo de los Montes – gmina w Hiszpanii, w prowincji Toledo, w Kastylii-La Mancha, o powierzchni 100,05 km². W 2011 roku gmina liczyła 2160 mieszkańców.